# 馬達加斯加的狐猴
《馬達加斯加的狐猴》（Lemurs of Madagascar）是一本於2010年出版的工具書及圖鑑，內容關於馬達加斯加的狐猴，為已知物種提供了描述和生物地理數據。主要貢獻者是保護國際的主席羅素·米特邁爾，封面藝術和插圖由史蒂芬·D·納什繪製。該書目前已發行至第三版，提供了所有已知狐猴物種的詳細資料、關於狐猴及其歷史的一般資訊，以及物種識別的技巧。此外，還發行了四本相關的口袋版圖鑑，包含每種物種的彩色插圖、微型分佈圖和物種清單。
第一版在《國際靈長目學期刊》、《保護生物學》和《狐猴新聞》（Lemur News）上獲得了好評。包括愛莉森·喬莉在內的評論者稱讚該書內容涵蓋廣泛、插圖精美，並討論了保育、演化以及近期滅絕的亞化石狐猴等主題。評論者們一致認為，這本書對包括生態旅客和狐猴研究人員在內的廣泛讀者來說，都是極佳的資源。第二版在《美國靈長目學期刊》上發表了一篇長篇評論，也獲得了類似的好評。第三版在《狐猴新聞》上獲得好評；評論者讚揚了該書擴展的內容，但也擔心這一版不如前幾版便攜。
第一版識別了50種狐猴物種及亞種，第二版為71種，第三版則達到101種。這些書籍所推廣的分類學受到了伊恩·塔特索爾等研究人員的質疑，他們認為狐猴物種數量的增長是理由不充分的物種數量膨脹。

## 概覽
《馬達加斯加的狐猴》由總部位於華盛頓特區附近的非牟利保育組織保護國際出版，旨在作為一本識別馬達加斯加所有已知狐猴物種的圖鑑。 第一版於1994年出版，共356頁。520頁的第二版於2006年出版，現已正式絕版，隨後於2010年秋季推出了767頁的第三版。
三版書籍的插畫師和封面藝術家均為史蒂芬·D·納什。三版的主要作者是羅素·米特邁爾，他是保護國際的主席，同時也是一位靈長目學家、爬蟲學家和生物人類學家。 第一版沿襲了伊恩·塔特索爾1982年出版的類似著作《馬達加斯加的靈長類動物》（Primates of Madagascar）。 所有三個版本都涵蓋了每個已知物種的自然史和保育狀況。書中還討論了保育策略、狐猴的起源、已滅絕的狐猴以及早期歐洲博物學家發現的歷史。書中提供了在哪裡可以看到各個物種的建議，以及幫助人們記錄觀察到的物種的清單。該書的目的在其引言中明確指出：「旨在促進狐猴的野外識別，總結關於牠們生態、分佈和保育狀況的現有數據，並激發人們對這些動物在其自然棲息地生存的進一步興趣。」
保護國際還出版了四本由納什繪製插圖的口袋版圖鑑，提供了超過100種物種的插圖。這些指南附有清單，以及每個物種的縮圖分佈圖。這四本指南包括兩版的《馬達加斯加狐猴口袋識別指南》（Lemurs of Madagascar Pocket Identification Guide，已絕版）、《夜行性狐猴》（Nocturnal Lemurs）和《晝行性與晨昏活動性狐猴》（Diurnal and Cathemeral Lemurs）。 《夜行性狐猴》小冊子包含來自八個屬的65個物種。 《晝行性與晨昏活動性狐猴》則收錄了來自七個屬的34個物種和亞種，並附有插圖展示美狐猴屬的雄性和雌性毛色差異，以及大狐猴和領狐猴物種的顏色變異型。 在第三版圖鑑出版後，計劃推出第五和第六本口袋版圖鑑。

## 內容

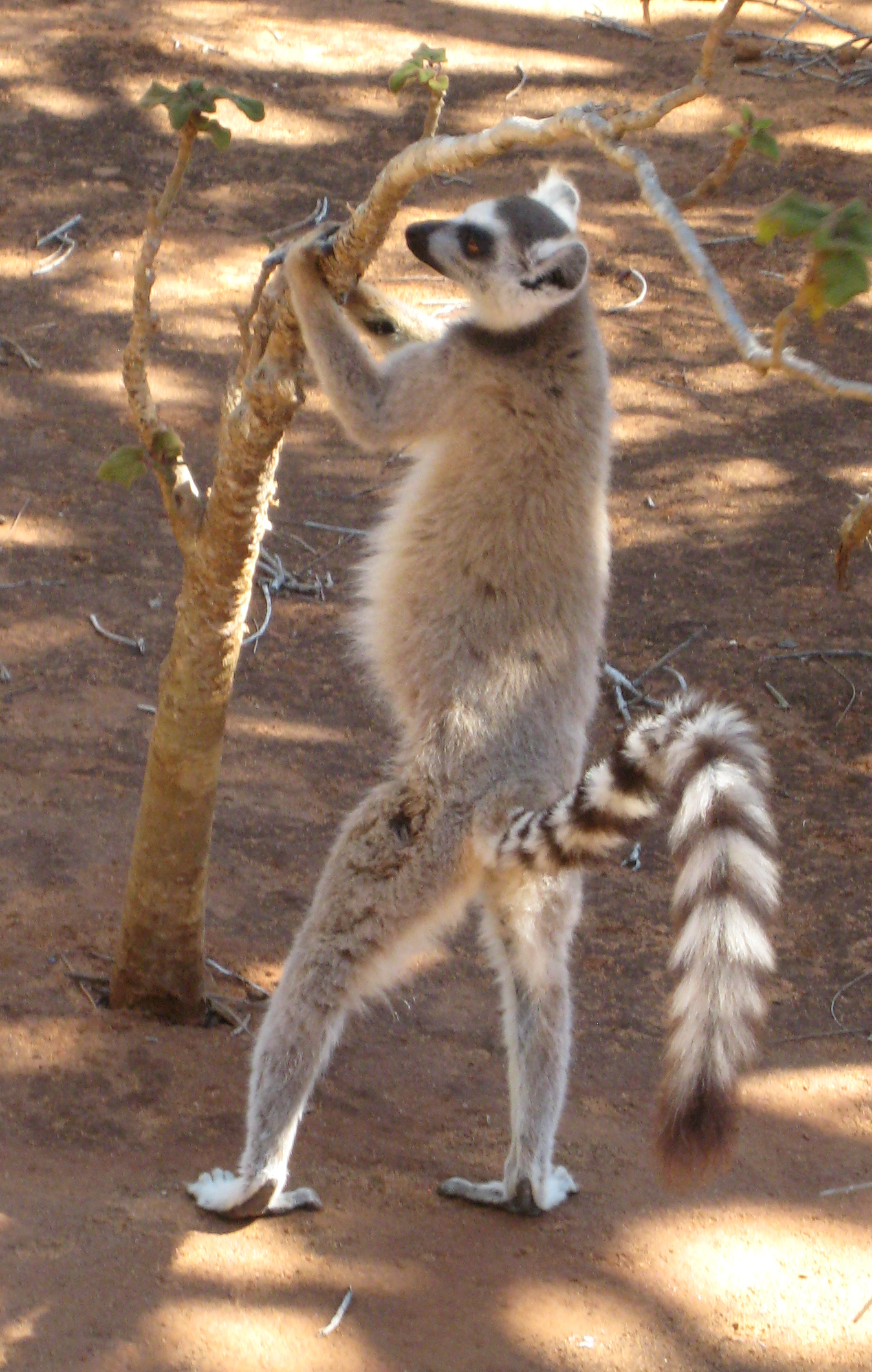
「［環尾狐猴］雄性利用前臂上的刺狀突起在樹幹上製造小疤痕，然後塗抹上牠們氣味腺的分泌物。」
—《馬達加斯加的狐猴》，第二版

前兩版的「引言」由保護國際董事會主席兼行政總裁彼得·A·塞利格曼和米特邁爾撰寫。 他們在引言中強調了馬達加斯加的靈長類多樣性，總結了保育工作，並重點介紹了近期的發現，同時也承認需要進行更多的研究。 題為「狐猴的起源」 的章節簡要總結了關於狐猴如何來到馬達加斯加的理論，以及解開這個謎團的困難。 「現存狐猴的發現與研究」回顧了狐猴的探索、野外研究和分類學命名法的歷史， 從1625年對環尾狐猴的描述開始，一直到西方和馬達加斯加科學家們的當代研究。 「已滅絕的狐猴」討論了近期滅絕的亞化石狐猴，包括猴狐猴、懶狐猴和無尾熊狐猴。 「狐猴的保育」詳細介紹了狐猴面臨的威脅，例如棲息地破壞和野味狩獵，以及旨在保護牠們的保育工作，例如馬達加斯加動植物群組織的計劃和擴大保護區的政治承諾。 第三版新增了一章，題為「馬達加斯加的古地質歷史」，由開普敦大學的馬爾滕·德維特撰寫。
| “                                            | ［毛耳鼠狐猴］絕對是在野外最難找到的狐猴物種之一，事實上，許多在馬達加斯加工作了數十年的專家至今仍未見過牠。……觀察牠的最佳機會是在安納拉馬扎特拉特別保護區以及安達西貝以東約12公里的法諾瓦納村附近的沃希德拉扎納森林，儘管在這些地區觀察到牠仍然非常難以預料。 | ” |
| ——米特邁爾等人，《馬達加斯加的狐猴》，第二版 | |   |

書的大部分內容提供了截至出版時已知的所有狐猴物種的記述。在第一版和第二版中，「現存狐猴」一章首先按科劃分，然後按屬將物種歸類在一起。 在第三版中，每個科都被賦予了獨立的章節編號，與「現存狐猴」章節分開，但順序和版面佈局相同。 在第二版和第三版中，每個科別部分內的所有頁面都標有彩色標籤，與封面內頁和封底內頁的快速視覺參考相匹配。 每個物種的小節都包含分佈圖、插圖或照片（如果有的話）、多種語言（包括馬達加斯加語）的常用名稱列表，以及分為五個部分的物種資訊：「識別」、「地理範圍」、「自然史」、「保育狀況」和「觀賞地點」。
每個物種的「識別」部分提供了物理描述、體型和顏色變異的討論（形態測量學），以及區別性叫聲的描述。「地理範圍」提供了文字資訊，以補充所提供的已知分佈圖。「自然史」總結了關於每個物種行為和生態學的已知資訊。 估計的種群密度和分佈、生物生命週期、食性、社會結構以及其他細節（如果已知）都有提供。「保育狀況」列出了IUCN受威脅物種紅色名錄的評估等級和可以找到該物種的保護區，同時也討論了每個物種面臨的具體威脅、當地禁忌的影響、物種生存的未來前景及其在保護區內的覆蓋情況。最後，「觀賞地點」旨在通過建議觀賞狐猴的地點來推廣生態旅遊。有時也會提及建議的交通方式。
各版本的附錄有所不同。第一版有兩個附錄，分別題為「保護區內的狐猴」和「馬達加斯加城鎮和地點的替代名稱」。 第二版有三個附錄：附錄A，「馬達加斯加地圖」； 附錄B，「馬達加斯加的生物地理區域和植物區系領域」； 以及附錄C，「觀賞狐猴的主要地點」。 第三版增加了附錄D，題為「靈長類動物觀賞與靈長類動物生活清單」。 所有三個版本都提供了「參考文獻」部分， 第二版列出了大約500個來源，第三版則列出了超過1100個。 在「參考文獻」之後，第一版提供了一個包含彩色圖版的部分。 相比之下，第二版和第三版則在全書中提供了彩色插圖。

## 回響

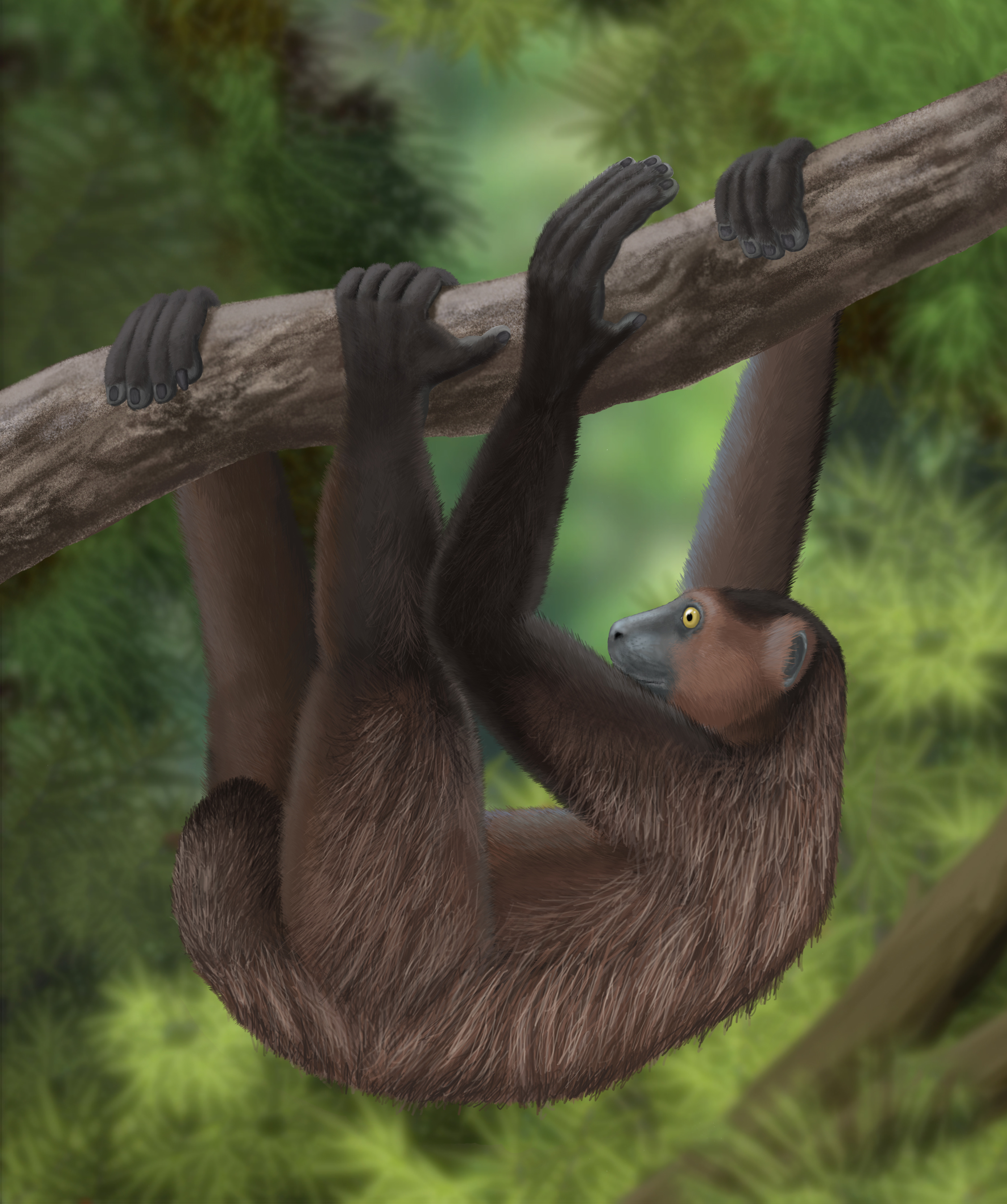
擬大狐猴屬（Babakotia radofilai），「已滅絕的狐猴」一章中描述的已滅絕巨型狐猴物種之一

在《國際靈長目學期刊》對第一版的評論中，麗莎·古爾德對該書給予了好評，將其與塔特索爾的《馬達加斯加的靈長類動物》相比，認為它更便攜、價格更實惠且內容更新。她特別指出了「已滅絕的狐猴」一章以及納什所繪製的相關復原圖「簡直引人入勝」。古爾德形容納什的藝術作品「精美絕倫」，並總結說這本書對於遊客和研究人員來說都「極其有用」。 喬治·埃伯哈特也在《學院與研究圖書館新聞》中對該書進行了簡短評論。評論提到了保護國際推廣生態旅遊的努力，同時也統計了書中的插圖數量：35幅彩色圖版、50幅分佈圖以及135幅描繪姿態和行為的素描。
愛莉森·喬莉在《狐猴新聞》中撰文，稱讚第一版「對整體知識的貢獻」及其「對目標讀者的影響」。與古爾德一樣，喬莉稱讚了這本書作為圖鑑的價值以及納什的插圖。她提到了納什繪製的亞化石狐猴復原圖的吸引力，聲稱它「正迅速成為靈長類講座幻燈片中最常被盜用的單一書籍插圖之一」。喬莉讚揚了書中為每個物種（包括最近描述的物種）提供的自然史資訊的詳盡性，指出即使對於了解甚少的物種只提供了一個段落，這些資訊也比任何其他已出版的文獻更全面地涵蓋了現有知識。該書不僅推薦給狐猴專家，也推薦給遊客，希望它能激發人們對貧困的馬達加斯加生態旅遊的興趣。物種清單以及關於最容易觀察到牠們地點的資訊獲得了喬莉的特別提及。最後，喬莉提到的「最重要和最感激」的讀者群是馬達加斯加的研究人員，據報米特邁爾在1995年的一次工作坊期間向他們贈送了50本書。
來自《保護生物學》的一篇由喬利索亞·拉齊拉爾松撰寫的評論稱該書為「卓越的成就」，因其提供了最新的資訊，並且是第一本全面的狐猴圖鑑。拉齊拉爾松強調了許多與古爾德和喬莉相同的亮點，同時也提到了書中包含了圈養管理資訊、未發表的細節，以及使用了英語、法語、德語和馬達加斯加語的常用名稱。他的批評主要集中在插圖與文本的組織方式、缺乏索引，以及希望獲得更多關於狐猴在其生態系統中所扮演角色的資訊。儘管他稱讚該書對遊客、研究人員、學生、資源管理者和保育人士都很有用，但他對該書在馬達加斯加的書店不易購得表示擔憂。
完全修訂的第二版在《美國靈長目學期刊》上由史黛西·特科特進行了詳細評論。與前一版的評論一樣，關於亞化石狐猴及其插圖的章節被認為是書中較為「引人入勝」的部分之一。特科特建議下一版增加兩項內容：需要關於島嶼生物地理學過程的資訊，以及擴展介紹杜克狐猴中心以外的圈養保育計劃，特別是狐猴保育基金會和聖凱瑟琳斯島的計劃。她還建議增加主題索引，並更好地標註圖表和插圖的引用來源。除此之外，該書因包含了看似不起眼但重要的細節而受到稱讚，優於其他圖鑑，例如如何到達狐猴觀賞點、旅行時間、住宿地點、提及較少人知的地點、列出可見物種、最佳觀察時間以及每個區域內已習慣人類活動的狐猴群數量。特科特指出，狐猴清單促進了類似賞鳥的競爭性狐猴觀賞活動，並且彩色編碼的部分有助於「即時物種識別」。儘管對每個物種提供的資訊非常滿意，特科特讚揚了這一版承諾在即將推出的第三版中更廣泛地涵蓋已發表的文獻。與前一版一樣，第二版被譽為生態旅客和研究人員的絕佳工具。書中試圖將生態旅遊推廣為一種保育策略的努力也受到了關注。
第三版在《狐猴新聞》上由亞歷克斯·鄧克爾進行了評論。他讚揚了新版本增加的細節水平，其中補充了關於地質學、狐猴研究史以及狐猴生物學方面的資訊。鄧克爾表示，由於馬達加斯加的政治和經濟不穩定，狐猴保育工作面臨嚴峻挑戰，這使得新版本尤為重要。然而，他擔心書本尺寸的增加使其不如前幾版便攜。

## 對狐猴分類學的影響

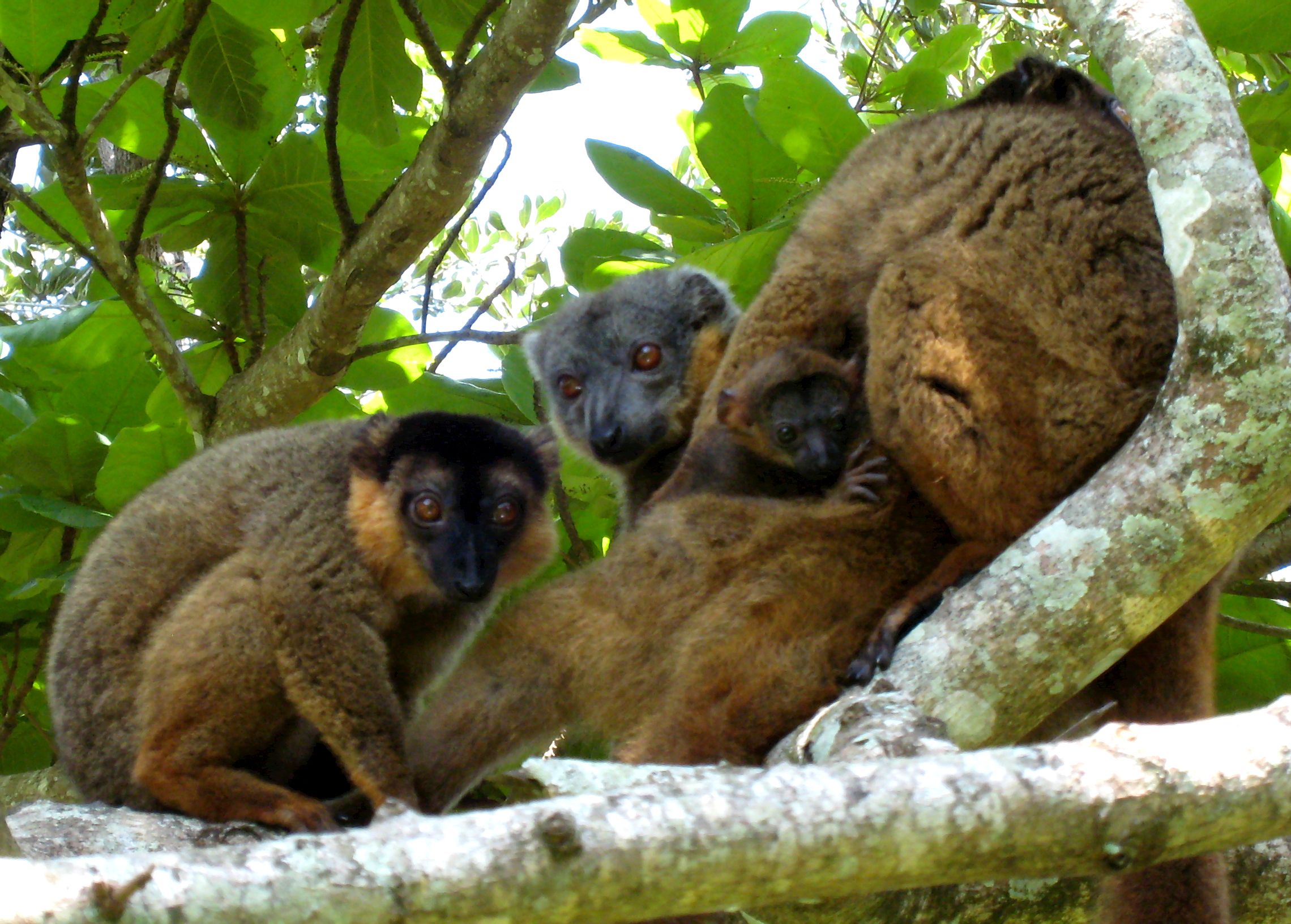
紅領狐猴在第一版中被視為亞種， 但在第二版中被提升為完整物種。

第一版識別了50個狐猴分類群（32個物種和25個亞種），而僅僅12年後，第二版識別了71個狐猴分類群（68個物種和5個亞種）。 第二版遵循了科林·格羅夫斯在2005年第三版《世界哺乳動物物種名錄》中的建議，承認了新識別的夜行性物種，並將許多以前的亞種提升為物種級別。 相比之下，塔特索爾1982年的著作《馬達加斯加的靈長類動物》僅列出了22個現存物種和29個現存亞種。:40–43 第二版出版後，尼克·加布特在其著作《馬達加斯加的哺乳動物》中識別了87個物種和5個亞種。
並非所有狐猴研究人員都同意這些書籍支持的物種提升。塔特索爾和安妮·D·約德（杜克狐猴中心主任）等研究人員對分類膨脹表示擔憂。 塔特索爾特別指出，從《馬達加斯加的狐猴》第一版開始，具有明確亞種的多型狐猴物種數量急劇下降，這種情況在第二版中更為明顯。他指出，第二版中新增的物種有一半以上是提升的亞種，並質疑馬達加斯加是否能產生如此多的單型物種。
在《馬達加斯加的狐猴》第三版發布之前，許多主要貢獻者以及科林·格羅夫斯於2008年合作編制了一份更新的狐猴物種名單，以「馬達加斯加的狐猴多樣性」為題發表在《國際靈長目學期刊》上。其中識別了99個狐猴分類群（97個物種和3個亞種）。 第三版進而識別了101個狐猴分類群（97個物種和6個亞種），並指出未來的研究可能會揭示多達110至125個分類群。